# Mara (cantante 1978)
Mara Vladimirovna Kana, nota semplicemente come Mara (in russo Мара Владимировна Кана?; Mosca, 25 novembre 1978), è una cantante russa.

## Biografia
Diplomatasi in chitarra, ha completato il proprio ciclo di studi presso la Rossijskij universitet kooperaci.
La pubblicazione del primo album in studio Otkrovennost' risale al 2003, mentre il suo primo disco a conquistare la top five della Rossija Top 25 Al'bomy è stato Dva mira, uscito nel 2012 e che si è posto in 4ª posizione.
Il suo sesto progetto in studio, intitolato Russkaja zvezda, è stato messo in commercio nel settembre 2018.

## Discografia

### Album in studio
- 2003 – Otkrovennost'
- 2005 – 220V
- 2008 – Unplugged
- 2012 – Dva mira
- 2015 – Vojna i mir
- 2018 – Russkaja zvezda

### Album dal vivo
- 2013 – Počuvstvuj raznicu - Live

### Raccolte
- 2005 – Lovi nastroenie rok-n-roll
- 2007 – Grand Collection
- 2007 – Ljubovnoe nastroenie

### Singoli
- 2009 – Celuja serdce
- 2014 – Počuvstvuj raznicu
- 2015 – Budet tak!
- 2020 – Svet
- 2021 – Pank-rok